# Ennevelin
Ennevelin é uma comuna francesa na região administrativa de Altos da França, no departamento do Norte. Estende-se por uma área de 9.92 km². Em 2010 a comuna tinha 2 226 habitantes (densidade: 224,4 hab./km²).